# Los Angeles Rams 1960
La stagione 1959 dei Los Angeles Rams è stata la 23ª della franchigia nella National Football League e la 15ª a Los Angeles La squadra con un record di 4-7-1 al penultimo posto nella Western Conference, davanti solo ai neonati Dallas Cowboys che rimasero senza vittorie. Una vittoria degna di nota fu contro i Packers di Vince Lombardi al Lambeau Field il 20 novembre.

## Calendario
| Stagione regolare |                        |                    |                    |
| Turno             | Avversario             | Risultato          | Record             |
| 1                 | St. Louis Cardinals    | S 43–21            | 0–1                |
| 2                 | at San Francisco 49ers | S 13–9             | 0–2                |
| 3                 | at Chicago Bears       | S 34–27            | 0–3                |
| 4                 | at Baltimore Colts     | S 31–17            | 0–4                |
| 5                 | Chicago Bears          | P 24–24            | 0–4–1              |
| 6                 | Detroit Lions          | V 48–35            | 1–4–1              |
| 7                 | at Dallas Cowboys      | V 38–13            | 2–4–1              |
| 8                 | at Detroit Lions       | S 12–10            | 2–5–1              |
| 9                 | at Green Bay Packers   | V 33–31            | 3–5–1              |
| 10                | Settimana di pausa     | Settimana di pausa | Settimana di pausa |
| 11                | San Francisco 49ers    | S 23–7             | 3–6–1              |
| 12                | Baltimore Colts        | V 10–3             | 4–6–1              |
| 13                | Green Bay Packers      | S 35–21            | 4–7–1              |

## Classifiche
| NFL Western Conference |   |    |   |      |       |     |     |     |
|                        | V | S  | P | %    | CONF  | PF  | PS  | STR |
| Green Bay Packers      | 8 | 4  | 0 | .667 | 7–4   | 332 | 209 | V3  |
| Detroit Lions          | 7 | 5  | 0 | .583 | 7–4   | 239 | 212 | V4  |
| San Francisco 49ers    | 7 | 5  | 0 | .583 | 7–4   | 208 | 205 | V1  |
| Baltimore Colts        | 6 | 6  | 0 | .500 | 5–6   | 288 | 234 | S4  |
| Chicago Bears          | 5 | 6  | 1 | .455 | 5–5–1 | 194 | 299 | S3  |
| Los Angeles Rams       | 4 | 7  | 1 | .364 | 4–6–1 | 265 | 297 | S1  |
| Dallas Cowboys         | 0 | 11 | 1 | .000 | 0–6   | 177 | 369 | S1  |

Nota: I pareggi non venivano conteggiati ai fini della classifica fino al 1972.